# Juan Núñez de Prado
Pour les articles homonymes, voir Núñez de Prado.
Juan Núñez de Prado, né vers 1515 à Badajoz et mort vers 1557 dans l'empire espagnol, est un conquistador castillan du xvie siècle. 

## Biographie
Originaire de Badajoz, Juan Núñez de Prado s'installe au Pérou au début des années 1540, et devient un partisan de Gonzalo Pizarro, prenant part à ses côtés aux guerres civiles. Avant 1548, il a été nommé Alcade des mines de Potosí. Tout en occupant ce poste, il est passé aux forces royales avant la bataille de Jaquijahuana et a aidé à la victoire sur les partisans de Pizarro. À la fin de la guerre civile, il retourne à Chuquisaca dans le Haut-Pérou.
Lorsque les forces royales triomphent à Jaquijahuana, en 1549, Pedro de la Gasca accorde à Juan Núñez de Prado le territoire de Tucumán dans l'Argentine moderne en échange de ses précieux services. Il s'agit d'une zone mal définie qui correspond à peu près à la partie sud de la Bolivie moderne et à la partie nord de l'Argentine contemporaine. Après avoir reçu les instructions de La Gasca pour sa mission, Núñez de Prado recueille de l'argent de sa propriété et de certains de ses amis. Il se prépare à partir avec une force de 84 volontaires.
Il parcourt les vallées de Tupiza, Jujuy et Chicoana pour atteindre son nouveau territoire et trouver un site pour sa capitale. Il choisit un emplacement sur les rives du río Dulce et fonde la ville d'El Barco, nommée en l'honneur de la ville de naissance de La Gasca (El Barco de Ávila). Il construit un fort et amène des colons du Haut-Pérou. Prado semble avoir voulu utiliser des méthodes pacifiques pour civiliser les Indiens. Le territoire était alors occupé par le peuple Calchaquí. Il constate qu'ils n'est pas enclins à résister. Prado nomme sa province Tucuman en l'honneur de Tucumamahao, l'un des dirigeants de la population locale qui a formé une alliance avec lui. 
Selon Funes, la colonie d'origine de Ciudad del Barco a été détruite en 1552 lorsque le río Dulce a débordé. 
Certains des partisans de Prado ont attaqué un groupe de soldats de Francisco de Villagra qui se rendaient au Chili. Núñez de Prado considérait qu'il relevait de la juridiction du Pérou puisque le gouverneur du Pérou lui avait attribué la province. Pedro de Valdivia, le gouverneur du Chili, n'était pas d'accord et a revendiqué le territoire pour le Chili. Dans une lettre à l'Empereur, Valdivia a prétendu que Prado avait abandonné Barco et était revenu au Pérou, bien que ce ne soit pas vrai. Valdivia donne alors au capitaine Francisco de Aguirre la tâche de prendre Tucuman pour le Chili. Aguirre part le 8 novembre 1552 et atteint El Barco en décembre. Prado est absent de la colonie lorsqu'il arrive, mais, à son retour, est arrêté et envoyé sous garde au Chili. Certains des hommes de Prado ont été envoyés à Lima et Aguirre établit ainsi l'autorité chilienne dans le nouveau territoire.
Aguirre lance une politique vigoureuse et agressive envers les Indiens, les attribuant à ses partisans en tant que travailleurs forcés pour leurs terres. Le résultat est une rébellion. Les colons sont largement en infériorité numérique et, en 1553, ils doivent se retirer au-delà du río Dulce, à quelques lieues de là, où ils fondent Santiago del Estero. En 1554, Aguirre retourne au Chili dans l'espoir d'être nommé gouverneur à la place de Valdivia, qui est mort. De nombreux colons ont profité de son absence pour abandonner la colonie et retourner au Chili ou au Pérou.
Lors de la conquête américaine, il y a eu plusieurs cas d'abus parmi les conquérants. Faute de délimitations claires ou de limites naturelles à leurs concessions, ou délibérément, certains conquistadors fondent des villes sur des territoires voisins, ou s'emparent de richesses qui ne se trouvent pas dans le territoire qui leur est assigné. Ces ingérences arbitraires ou involontaires ont provoqué des affrontements et des procès sans fin, qui n'ont pas toujours été résolus de manière satisfaisante pour les deux parties.
Dans le cas d'El Barco, Valdivia, avec l'aide volontaire de Francisco de Aguirre, entendait étendre arbitrairement sa juridiction chilienne au sud-est de son territoire assigné. Comme la juridiction de Tucumán appartenait alors au Pérou, l'Audience royale de Lima a capturé Francisco de Aguirre et l'a emprisonné pour abus, exigeant la libération et la réintégration de Núñez de Prado. Cependant, il est mort avant d'avoir pu revenir.